# Agelaos (Sohn des Phradmon)
Agelaos (altgriechisch Ἀγέλαος Agélaos) ist eine Person der griechischen Mythologie.
Er ist der Sohn des Phradmon und im Trojanischen Krieg ein Kämpfer Trojas. Während des zweiten Tages der Schlacht wird er vor den Toren der Stadt von Diomedes getötet.